# Errera-Kanal
Der Errera-Kanal (französisch Chenal Errera) ist eine Meerenge im Norden der Antarktischen Halbinsel. Der Kanal trennt die Danco-Küste des Grahamlands von der Rongé-Insel.
Entdeckt wurde er bei der Belgica-Expedition (1897–1899) des belgischen Polarforschers Adrien de Gerlache de Gomery. Dieser benannte ihn nach dem belgischen Botaniker Léo Errera (1858–1905), Mitglied der Expeditionskommission.